# Pointe Clovis

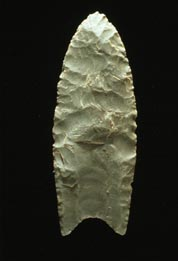
Une pointe de projectile de type Clovis constituée de faces écaillées par percussion (ce qui consiste à frapper alternativement les deux bords avec un percuteur).

Les pointes de type Clovis sont des projectiles caractérisés par les cannelures associées avec la Culture Clovis d'Amérique du Nord. Elles datent de la période paléoindienne il y a environ 13 500 ans. Les pointes cannelées de type Clovis sont nommées du fait de la ville de Clovis (Nouveau-Mexique), où les premiers exemplaires furent retrouvés en 1929.
En légende de l'illustration est décrite une pointe Clovis typique, qui est une pointe lancéolée allant de moyenne à large. Les bords sont parallèles ou convexes et montrent des écailles de pression le long de la zone coupante. La zone la plus large est près de la partie moyenne ou plus près de la base. La base est franchement concave avec une cannelure ou un chenal creusé dans l'un ou plus souvent dans les deux faces de la lame. Le bord proximal de la zone coupante et la base sont appuyés sur la partie la plus épaisse pour fixer le manche. Les pointes Clovis tendent ainsi à être plus épaisses que les pointes fines plus tardives pointes de Folsom.
La longueur va de 4 à 20 cm, pour une largeur de 2,5 à 5 cm.

## Description

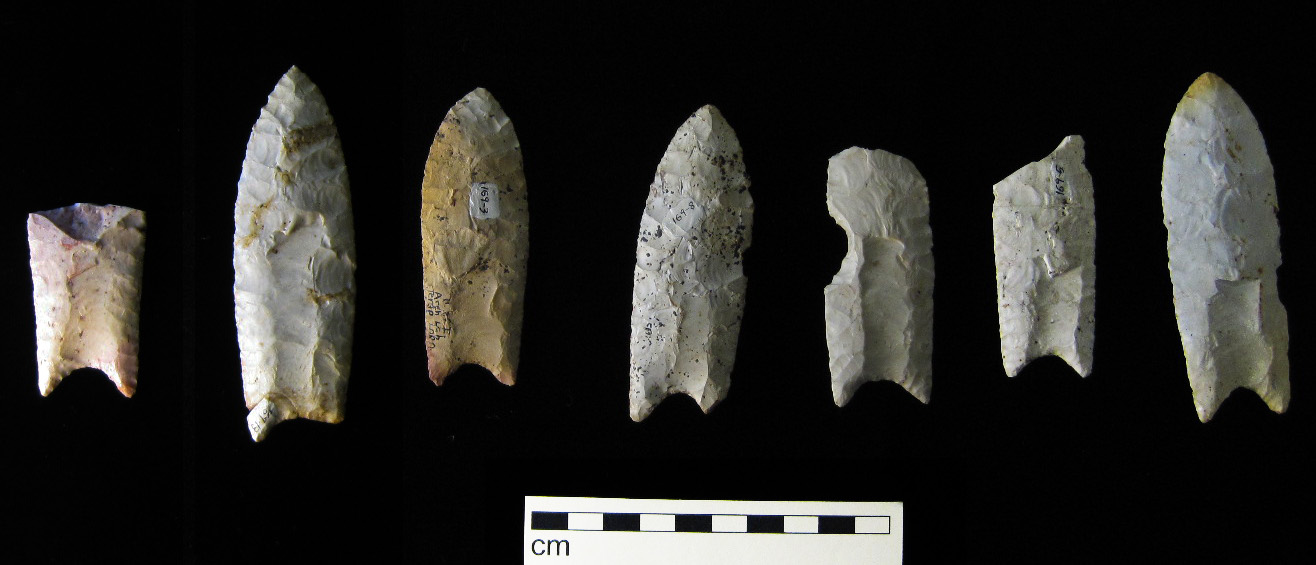
Les pointes Clovis du site de Rummells-Maske (Iowa).

Les pointes Clovis sont des projectiles fins, cannelés, constitués par l'utilisation de bifaces (chaque face étant écaillées alternativement par le choc du percuteur).
Pour finir de lui donner sa forme et la rendre aiguë, la pointe est parfois taillée le long de son bord externe.
Les pointes Clovis sont caractérisées par les rayures concaves et longitudinales, peu profondes appelées "flutes", creusées sur les deux faces sur un tiers ou plus de sa surface, de la base vers la partie pointue. Ces cannelures doivent permettre à ces pointes d'être plus rapidement emmanchées sur le javelot en bois, une hampe, une flèche courte (de bois, d'os, etc.).
Les pointes type Clovis peuvent aussi avoir été emmanchés sur des couteaux et aussi servir comme des lames amovibles fixés sur des lances ou des flèches. (Cette hypothèse est en partie fondée sur une analogie avec les harpons des aborigènes observées par Cotter en 1937).
Il y a de nombreux exemples de pointes plus tardives que la période Clovis qui sont emmanchés à la partie antérieure des hampes mais il n'y a pas de preuves directes que le peuple de la période Clovis utilisait cette technique. Des spécimens sont connus pour avoir été fabriqués de silex, quartz, jaspe, calcédoine et d'autres pierres présentant des fractures conchoïdales. Des hameçons en ivoire et en os de la période Clovis ont été découverts par les archéologues ; des outils en os et en ivoire sont connus et associés avec les dépôts de cette époque et sont considérés comme des traces d'armes de jet. La notion d'arme de jet de la culture Clovis est fréquemment citée dans la littérature technique malgré la rareté des preuves archéologiques. Des lances ou des javelots composés de pièces multiples assemblées pourraient avoir été lancés à la main ou avec l'aide d'un atlatl (propulseur).

## Affiliations culturelles et d'époque
Dans quelle mesure la technique de fabrication des outils Clovis est-elle originaire d'Amérique ? Ou trouve-t-elle ses origines ailleurs ?, est une question constante entre les archéologues. Des dépôts lithiques ont été trouvés dans le nord-est de l'Asie, d'où il est considéré que venaient les premiers habitants d'Amérique. Des similitudes fortes avec la culture solutréenne en Europe ont mené à l'hypothèse solutréenne controversée qui suppose que la technologie fut introduite par des chasseurs ayant traversé l'Atlantique à l'âge de glace par cabotage le long de la banquise, impliquant que les premiers Américains auraient été des Européens.
Vers 10 000 ans selon la datation au carbone, un nouveau type de pointes de projectiles appelées pointes de projectile cannelées Folsom apparaissent dans les dépôts archéologiques, et les pointes de style Clovis disparaissent du continent Américain. La plupart des pointes type « Folsom » sont plus courtes que les pointes Clovis et présentent un canelage différent avec des écailles de pressions. Ceci est particulièrement facile à voir quand on compare les formes non terminées de pointes type Clovis et Folsom.
À côté de sa fonction d'outil, la technologie Clovis peut être le symbole persistant d'une culture très mobile qui a exploité une grande variété de ressources de la faune durant le Pléistocène tardif, et plus récemment. Au fur et à mesure que cette technologie de type Clovis s'est étendue, son utilisation peut avoir affecté les ressources disponibles, pouvant être l'un des facteurs de l'extinction au quaternaire de la faune géante.
Il y a différentes hypothèses quant à l'émergence des pointes Clovis. L'une est qu'un peuple « pré-Clovis » du nouveau monde a développé cette tradition technique de façon indépendante. Une autre opinion est que lors du Paléolithique supérieur des peuples qui, après avoir migré vers le nord de l'Amérique à partir du nord-est de l'Asie, vinrent avec la technologie de la pierre taillée dont ils avaient hérité constituant le style Clovis avant même leur entrée en Amérique.

## Localisation
Les pointes type Clovis points furent découvertes initialement près de la ville de Clovis (Nouveau-Mexique), et ont par la suite été retrouvées dans presque toute l'Amérique du Nord et aussi loin vers le sud qu'au Venezuela.
La signification de la culture Clovis se trouve dans le site Anzik dans le Montana ; le site dit « des chutes de Blackwater » au Nouveau-Mexique ; Le site Colby dans le Wyoming ; le site Gault au Texas; le site Simon dans l'Idaho ; le site Clovis wenachee est dans l'État de Washington ; et la cache Fenn, qui a été mis en lumière par des mains privées en 1989 et dont l'emplacement de découverte exacte est inconnue. Les pointes Clovis points ont été trouvées au nord-ouest de Dallas au Texas.
Au début de 2009, une cachette importante d'objets de style Clovis, appelée maintenant la cache Mahaffey (en), fut découverte à Boulder au Colorado, avec 83 outils en pierre de type Clovis. Il fut montré que ces objets présentaient des traces de protéines de chevaux et de camélidés. Ils furent datés de 13 000 à 13 500 années, une date confirmée par les couches de sédiments dans lesquels les objets ont été trouvés et le type de résidus protéiniques sur les artéfacts.
Une pointe cannelée en obsidienne d'un site situé près du ranch San Joaquin, à Baja en Californie fut aussi retrouvée dans une collection privée en 1993. Cette pointe fut recueillie en surface, il y a plusieurs années sur une terrasse alluviale à environ 14 km au sud de San Ignacio.